# San Filippo Neri alla Pineta Sacchetti
San Filippo Neri alla Pineta Sacchetti ist eine römisch-katholische Kirche im römischen Quartier Primavalle an der Via Martino V, 28.

## Geschichte
Am 10. Mai 1934 wurde die Pfarrei durch ein Dekret von Kardinalvikar Francesco Marchetti Selvaggiani gegründet und die Seelsorge der Armen Diener der Göttlichen Vorsehung anvertraut. Später übernahmen diese die Brüder des hl. Vinzenz von Paul und schließlich seit 1977 der Klerus des Bistums Rom.
Der Bau wurde zwischen 1934 und 1937 nach Plänen des Architekten Tullio Rossi errichtet und wurde durch den Weihbischof und späteren Kardinalvikar Luigi Traglia am 29. Mai 1937 geweiht.
Am 27. November 1983 besuchte Papst Johannes Paul II. die Kirche.

## Beschreibung

### Architektur
Die Fassade der Kirche ist romanisch und wird von einem Glockenturm und einem kleinen Kloster flankiert. Auf der bronzenen Kirchentür aus dem Jahr 1989 sind zehn Szenen aus dem neuen Testament dargestellt.
Der Innenraum besteht aus drei Kirchenschiffen, die durch Ziegelpfeiler abgegrenzt sind und mit einer Beton-Fachwerkdecke überspannt sind. Der Altar in der Apsis besteht aus polychromen Marmor und ist umrahmt von den Sedilien sowie einem hölzernen Kruzifix, dass im gotischen Stil bemalt ist. Links befindet sich eine Sakramentskapelle.

### Orgel
Die Orgel stammt vom Orgelbauer Mascioni und ist dessen Opus 478. Sie wurde 1935 gebaut und 2001 von Alessandro Giacobazzi restauriert. Die Traktur ist elektrisch. Der Spieltisch hat zwei Manuale und ein konkav-radiales Pedal und ist frei im Kirchenschiff bewegbar. Die Orgel hat folgende Disposition.
| I Grand’Organo             |       |
| Principale                 | 16′   |
| Principale                 | 8′    |
| Principale II              | 8′    |
| Dulciana                   | 8′    |
| Flauto armonico            | 8′    |
| Ottava                     | 4′    |
| Quintadecima               | 2′    |
| Ripieno IV                 | 1 ⁄3′ |
| Tuba triumphans en chamade | 8′    |

| II Espressivo              |       |
| Principalino               | 8′    |
| Gamba                      | 8′    |
| Bordone                    | 8′    |
| Flauto a cuspide           | 4′    |
| Nazardo                    | 2 ⁄3′ |
| Flautino                   | 2′    |
| Coro di viole III          | 8′    |
| Tuba triumphans en chamade | 8′    |
| Tromba armonica            | 8′    |
| Tremolo                    |       |

| Pedale                     |     |
| Principale                 | 16′ |
| Subbasso                   | 16′ |
| Basso                      | 8′  |
| Bordone                    | 8′  |
| Tuba triumphans en chamade | 8′  |